# Partido del Congreso Nacional del Pueblo
Partido del Congreso Nacional del Pueblo (en inglés: People's National Congress Party, PNC) es un partido político de Papúa Nueva Guinea. 
Su antiguo líder, Bill Skate sirvió como primer ministro de Papúa Nueva Guinea entre 1997 y 1999 y como vocero del parlamento entre 2002 y 2004. Skate murió en 2006, y desde entonces el partido es liderado por Peter O'Neill, quien asumió como primer ministro en 2011.
El PNC surgió en el Distrito Capital Nacional, donde Bill Skate fue gobernador entre 1995 y 1997 y representante ante el parlamento.